# Rašeliniště Haar
Rašeliniště Haar je přírodní památka, byla vyhlášena v roce 1933 a nachází se u obce Šindelová. Důvodem ochrany je rašelina s klečí bahenní a vrchovištní květenou.

## Přírodní poměry
Lokalita leží v geomorfologickém okrsku Přebuzská hornatina na západním okraji Krušných hor. Přírodní památka se nachází v odlehlém území 3,2 km jihozápadně od Přebuze, 3 km severně od Šindelové. Leží na plochém hřebeni na severním svahu Lesnatce (860 m n. m.). Geologické podloží tvoří středně zrnité žuly až granodiority karlovarského žulového plutonu. Kvartérního původu je mocná vrstva humolitu. Území patří do chladné oblasti s průměrnou teplotou 4–5 °C. Vegetační období trvá jen po tři letní měsíce. V září přicházejí první mrazíky a vyskytují se ještě v květnu. Průměrné roční množství srážek je velmi vysoké a činí téměř 1000 mm. Území leží na rozvodí Prudkého a Oborského potoka a patří k jejich nejvýznamnějším prameništím. Oba potoky se vlévají do Rotavy. 

### Flóra a fauna
Na území převládají podmáčené smrčiny a velmi zachovalé kompaktní porosty borovice bažinné (Pinus x pseudopumilio) s přítomností jedinců velice blízkých druhu borovice blatka (Pinus rotundata). V porostech borovice roste brusnice brusinka (Vaccinium vitis-idaea), šicha černá (Empetrum nigrum), suchopýr pochvatý (Eriophorum vaginatum), klikva bahenní (Vaccinium oxycoccos), kyhanka sivolistá (Andromeda polifolia), černýš luční (Melampyrum pratense). Z rašeliníků převládají rašeliník prostřední (Sphagnum magellanicum) a rašeliník Rusowův (Sphagnum rusowii). Na přechodných a otevřených vrchovištích roste mochna bahenní (Potentilla palustris), vzácně rosnatka okrouhlolistá (Drosera rotundifolia).
Z nápadnějších ptáků zde žije pěvuška modrá (Prunella modularis), budníček větší (Phylloscopus trochilus) a pěnice pokřovní (Sylvia curruca). Na území se recentně vyskytuje tetřev hlušec (Tetrao urogallus), jsou uváděny staré údaje o tokaništi na severním okraji vrchovišť. Na celém území se vyskytuje hojně ještěrka živorodá (Lacerta vivipar).
Ze savců žijí na území rejsek malý (Sorex minutus) a rejsec černý (Neomys anomalus).